# Гендрік Ян Давідс
Гендрік Ян Давідс (нід. Hendrik Jan Davids; нар. 30 січня 1969) — колишній нідерландський тенісист.
Найвищу одиночну позицію світового рейтингу — 171 місце досяг 17 червня 1996, парну — 26 місце — 18 квітня 1994 року.
Здобув 7 парних титулів.
Найвищим досягненням на турнірах Великого шолома були чвертьфінали в парному розряді.
Завершив кар'єру 1997 року.

## Фінали за кар'єру

### Парний розряд: 19 (7–12)
| Результат | Ранг | Рік  | Турнір                                         | Покриття | Партнер            | Суперники                      | Рахунок       |
| --------- | ---- | ---- | ---------------------------------------------- | -------- | ------------------ | ------------------------------ | ------------- |
| Перемога  | 1.   | 1990 | Москва, СРСР                                   | Килим    | Паул Гаргейс       | Джон Фіцджеральд Андерс Яррід  | 6–4, 7–6      |
| Перемога  | 2.   | 1991 | Rosmalen Grass Court Championships, Нідерланди | Трава    | Паул Гаргейс       | Ріхард Крайчек Ян Сімерінк     | 6–3, 7–6      |
| Поразка   | 1.   | 1992 | Копенгаген, Данія                              | Килим    | Лібор Пімек        | Ніклас Культі Магнус Ларссон   | 3–6, 4–6      |
| Перемога  | 3.   | 1992 | Estoril Open, Португалія                       | Ґрунт    | Лібор Пімек        | Люк Єнсен Лорі Вордер          | 3–6, 6–3, 7–5 |
| Перемога  | 4.   | 1992 | Гштад, Швейцарія                               | Ґрунт    | Лібор Пімек        | Петр Корда Цирил Сук           | W/O           |
| Поразка   | 2.   | 1993 | Гштад, Швейцарія                               | Ґрунт    | Піт Норвал         | Седрік Пйолін Марк Россе       | 3–6, 6–3, 6–7 |
| Поразка   | 3.   | 1993 | Гілверсум, Нідерланди                          | Ґрунт    | Лібор Пімек        | Якко Елтінг Паул Гаргейс       | 6–4, 2–6, 5–7 |
| Перемога  | 5.   | 1993 | Прага, Чехія                                   | Ґрунт    | Лібор Пімек        | Хорхе Лосано Жайме Онсінс      | 6–3, 7–6      |
| Перемога  | 6.   | 1993 | Больцано, Італія                               | Килим    | Піт Норвал         | Девід Адамс Андрій Ольховський | 6–3, 6–2      |
| Поразка   | 4.   | 1994 | Мілан, Італія                                  | Килим    | Піт Норвал         | Том Найссен Цирил Сук          | 6–4, 6–7, 6–7 |
| Поразка   | 5.   | 1994 | Ніцца, Франція                                 | Ґрунт    | Піт Норвал         | Хав'єр Санчес Марк Вудфорд     | 5–7, 3–6      |
| Поразка   | 6.   | 1994 | Антверпен, Бельгія                             | Килим    | Себастьян Ларо     | Ян Апелль Йонас Бйоркман       | 6–4, 1–6, 2–6 |
| Поразка   | 7.   | 1995 | Rosmalen Grass Court Championships, Нідерланди | Трава    | Андрій Ольховський | Ріхард Крайчек Ян Сімерінк     | 5–7, 3–6      |
| Поразка   | 8.   | 1995 | Палермо, Італія                                | Ґрунт    | Піт Норвал         | Алекс Корретха Фабріс Санторо  | 7–6, 4–6, 3–6 |
| Поразка   | 9.   | 1996 | Загреб, Хорватія                               | Килим    | Мартін Дамм        | Менно Остінг Лібор Пімек       | 3–6, 6–7      |
| Поразка   | 10.  | 1996 | Роттердам, Нідерланди                          | Килим    | Цирил Сук          | Девід Адамс Маріус Барнард     | 3–6, 7–5, 6–7 |
| Поразка   | 11.  | 1997 | Бухарест, Румунія                              | Ґрунт    | Даніель Оршанік    | Луїс Лобо Хав'єр Санчес        | 5–7, 5–7      |
| Поразка   | 12.  | 1997 | Палермо, Італія                                | Ґрунт    | Даніель Оршанік    | Ендрю Кратцманн Лібор Пімек    | 6–3, 3–6, 6–7 |
| Перемога  | 7.   | 1997 | Сантьяго, Чилі                                 | Ґрунт    | Ендрю Кратцманн    | Хуліан Алонсо Ніколас Лапентті | 7–6, 5–7, 6–4 |